# Holcocranum saturejae
Holcocranum saturejae är en insektsart som först beskrevs av Friedrich Anton Kolenati 1845.  Holcocranum saturejae ingår i släktet Holcocranum och familjen Artheneidae. Inga underarter finns listade i Catalogue of Life.